# La paranza della bellezza
La Paranza della bellezza è un documentario televisivo del 2019 diretto da Luca Rosini, che racconta, attraverso una serie di testimonianze e di documentazione, nonché di interviste aperte ai soggetti coinvolti, della riqualificazione a Napoli nel Rione Sanità.

## Trama
In napoletano il termine paranza è usato per molteplici significati . Negli anni ha cominciato a indicare il gruppo di fuoco di un’organizzazione criminale. Le paranze sono quelle che uccidono, che terrorizzano alcuni quartieri di Napoli. Il docu-film racconta un altro tipo di *“Paranza”*: un gruppo di persone che cerca di cambiare lo stato delle cose. Sono persone impegnate nella riscoperta del patrimonio culturale, nella musica e nel sociale all’interno del Rione Sanità di Napoli. Alcuni sono educatori, altri lavorano nel quartiere come guide turistiche, altri ancora sono semplici utenti: bambini e giovani, cittadini che desiderano il riscatto sociale. Attraverso il loro sguardo scopriamo come la bellezza può diventare uno strumento per cambiare la vita delle persone.
Alcuni esempi possono essere 
- La Cooperativa “La Paranza”: creata dai giovani del quartiere per rendere accessibili ai turisti le antiche Catacombe di Napoli e le bellezze del quartiere.
- L’Orchestra “Sanitansamble”: un progetto di formazione alla musica per bambini e ragazzi.
- Il teatro: uno strumento di liberazione personale che rende i giovani protagonisti al di là delle differenze sociali.
- Centro educativo “Sane Stelle”: laboratori di espressione artistica e creativa che coinvolgono anche chi è in fuga dalla scuola.

Il film si ispira all’Anno Europeo del Patrimonio Culturale (2018).
Una produzione Rai2 che nasce nel contesto della produzione “Creative memory: the past meets the future”, a cui Rai2 partecipa in collaborazione con Copeam (Conferenza Permanente dell’Audiovisivo Mediterraneo), Asbu e altre 12 televisioni del mediterraneo.
Si tratta di una coproduzione internazionale che diffonde storie di giovani che cambiano i loro territori attraverso la valorizzazione del patrimonio culturale.

## Produzione
Prodotto da: Rai 2, in collaborazione con Conferenza Permanente dell'Audiovisivo Mediterraneo ("C.O.P.E.A.M."), il film documentario è stato girato nel corso di un anno e mezzo, tra il 2018 e il 2019. I protagonisti sono stati seguiti nelle loro attività quotidiane, lasciando spazio al racconto in presa diretta. Il risultato è la fotografia di un momento storico molto particolare del Rione Sanità, in cui la resilienza dei cittadini contrasta gli eventi drammatici della cronaca criminale.

## Distribuzione
Distribuito in anteprima sulla piattaforma digitale Rai Play prima che venisse mandato in onda il 20 Febbraio 2019 sul canale Rai 2, emittente che ha anche contribuito alla produzione, insieme e grazie alla Conferenza Permanente dell'Audiovisivo Mediterraneo (C.O.P.E.A.M.)
Tutt'oggi il regista è in contatto con i rappresentanti del quartiere e delle cooperative lì presenti, proprio per seguire evoluzioni e sviluppi di quanto avviene nel Rione.
A proposito, il documentario è in corso di proiezione su tutto il suolo nazionale, in Italia, al centro di incontri riservati a scuole, universitá e associazioni come punto di partenza per dibattiti sulla legalità, la cittadinanza attiva e il ruolo dei giovani nel riscatto di territori difficili.